# János Ádám (fiul)
János Ádám (fiul) (uneori: Adami) (n.?, ?-d.?,1670, ?) a fost un poet, memorialist și mercenar maghiar din Transilvania, a fost fiul scriitorului János Ádám (tatăl) (?-1620). A făcut parte din garda personală a regelui englez Charles al II-lea.